# Phan Kế Bính
Phan Kế Bính (chữ Hán: 潘繼炳; 1875 – 1921), hiệu là Bưu Văn, bút hiệu Liên Hồ Tử, là một nhà báo, nhà văn nổi tiếng của Việt Nam đầu thế kỷ 20.

## Tiểu sử
Phan Kế Bính quê ở làng Thụy Khê, huyện Hoàn Long, tỉnh Hà Đông (nay thuộc phường Thụy Khuê, quận Tây Hồ, Hà Nội). Năm Bính Ngọ (1906), Phan Kế Bính dự thi Nho học và đỗ cử nhân, nhưng không ra làm quan, mà ở nhà dạy học. Trong thời gian này, ông công khai hưởng ứng phong trào Duy Tân, nhưng không trực tiếp chỉ đạo. Từ 1907, ông bắt đầu viết báo cho nhiều tờ báo trong nước, trong vai trò là một trợ bút, chủ yếu là dịch thuật, biên khảo sách chữ Hán. Sau đó ông lần lượt cộng tác với các tờ báo: Đông Dương tạp chí, Lục tỉnh tân văn, Trung Bắc tân văn. Đặc biệt là với tờ Đông Dương tạp chí, ông có thời gian làm trong ban biên tập Đông Dương tạp chí, và tác phẩm của ông phần lớn đều từng đăng trên tạp chí này.

## Tác phẩm
Các sách biên khảo: 
- "Việt Nam phong tục" (1915): nghiên cứu nghiêm túc, có tính phản biện, về thuần phong mỹ tục của Việt Nam;
- "Việt Hán văn khảo" (1918): bàn về văn chương chữ Hán ở Trung Quốc, Việt Nam và triết học Trung Quốc;
- Các sách viết về danh nhân Việt Nam: "Nam Hải dị nhân liệt truyện" (1909), "Hưng Đạo vương" (1914, viết chung với Lê Văn Phúc).

Sách dịch thuật: 
- "Đại Nam nhất thống chí" (1916);
- "Đại nam điển lệ toát yếu" (1915 - 1916);
- "Việt Nam khai quốc chí truyện" (1917);
- "Đại Nam liệt truyện tiền biên" (1918);
- "Đại Nam liệt truyện chỉnh biên" (1919);
- Đặc biệt là bộ "Tam quốc chí diễn nghĩa" dịch chung với Nguyễn Văn Vĩnh.

Phan Kế Bính mất lúc mới 46 tuổi vào năm Tân Dậu (1921).

## Vinh danh
Tên của ông hiện được đặt cho một con đường ở phường Cống Vị quận Ba Đình Hà Nội, cắt vuông góc với đường Liễu Giai. Ở Thành phố Hồ Chí Minh tên ông được đặt cho một con đường nhỏ ở phường Đa Kao, quận 1,kéo dài từ ngã ba Nguyễn Đình Chiểu đến Điện Biên Phủ. Ngày 29 tháng 5 năm 2005, tại Văn Miếu - Quốc Tử Giám, Hội Khoa học Lịch sử Việt Nam đã tổ chức Lễ tưởng niệm 130 năm ngày sinh và 85 năm ngày mất của ông.